# Alcaligenes faecalis
Alcaligenes faecalis — грам-негативна палочкоподібна бактерія роду Alcaligenes, типовий вид роду. Вперше була ізольована з фекалій, потім була виявлена в ґрунті і воді.

## Біологічні властивості

### Морфологія
A. faecalis — грам-негативні палички або кокобацили розміром 0,5-1,2 × 1-3 мікрон, не утворюють спор, рухомі через наявність від одного до дев'яти джгутиків, розташованих перетрихіально.

### Культуральні властивості
A. faecalis — хемоорганогетеротроф, облігатний аероб, A. faecalis subsp. faecalis здатна метаболізувати нітрит, оксидазо- і каталазо-позитивна. Оптимальна температура для росту 20-37 °С. Утворює непігментовані або сірувато-білі, прозорі або каламутні, плоскі або злегка опуклі круглі, гладкі або зрідка шорсткі колонії з неправильним краєм на живильному агар-агарі. Не здатні використовувати вуглеводи як єдине джерело вуглецю, здатні утилізувати солі оцтової, пропіонової, масляної та лимонної кислот, аланін і деякі інші амінокислоти. Деякі штами здатні окисляти арсеніт. A. faecalis subsp. phenolicus здатна до біодеградації фенолу. Також A faecalis здатна продукувати оксид азоту(I).

## Патогенез
A. faecalis є умовно-патогенним мікроорганізмом, здатна викликати септицемію і менінгіт у новонароджених, ітраабдомінальні інфекції у дорослих. Також викликає захворювання у свійської птиці — зокрема респіраторні захворювання у курчат, інфекції у індичок, показана цитотоксична дія A. faecalis на культуру клітин трахеї індичок.

## Застосування
A. faecalis використовується людиною як продуцент нестандартних амінокислот, також становлять інтерес ациклази пеніциліну G. A. faecalis широко використовуються для виробництва напівсинтетичних антибіотиків, також ця бактерія є продуцентом 6-гидроксипіколінової кислоти, а також біополімеру глюкози курдлану (харчова добавка E424), утворює термічно необоротні гелі, що, зокрема, використовуються для виробництва мембран для мікрофільтрації.